# Fiona Moverley
Fiona Moverley (* 25. Januar 1987 in Beverley) ist eine ehemalige englische Squashspielerin.

## Karriere
Fiona Moverley begann 2005 ihre Karriere und gewann acht Titel auf der PSA World Tour. Ihre höchste Platzierung in der Weltrangliste erreichte sie mit Rang 21 im Januar 2018. Mit der englischen Nationalmannschaft wurde sie 2017 Europameister. Sie beendete im Mai 2019 bei den British Open ihre Karriere.

## Erfolge
- Europameister mit der Mannschaft: 2017
- Gewonnene PSA-Titel: 8